# Alfonso Lessa
Alfonso Lessa Carvallido (Montevideo, 13 de enero de 1958) es un periodista, profesor, investigador, politólogo y escritor uruguayo.

## Biografía
Es periodista, doctor en diplomacia y máster en ciencias políticas de la Universidad de la República. Se desempeña como profesor de la Facultad de Administración y Ciencias Sociales en la Universidad ORT.
También es analista político y fue director periodístico de Teledoce y su noticiero Telemundo. Es columnista político del diario El País.
Dirigió el documental A lanza y mauser, investigación periodística que repasa testimonios de historiadores, el antes, durante y después de la Revolución de 1904. Fue editado en formato DVD en 2004.
Su tesis de maestría de Ciencias Políticas en la Facultad de Ciencias de la Universidad de la República La revolución imposible, publicada por editorial Fin de Siglo en 2003, ganó el Premio Bartolomé Hidalgo, una mención honorífica del MEC y el Premio Morosoli, entre otros reconocimientos.

## Obras
| Año  | Título                               | ISBN              | Editorial    | Descripción |
| ---- | ------------------------------------ | ----------------- | ------------ | --- |
| 1987 | Espías de la basura                  |                   | Monte Sexto  | De agentes secretos de Pinochet a refugiados en Montevideo.                                                                    |
| 1996 | Estado de guerra                     | 9974490723        | Fin de Siglo | Investigación sobre los orígenes del Golpe de 1973 y la caída del presidente Juan María Bordaberry.                            |
| 2003 | La revolución imposible              | 9974-49-298-X     | Fin de Siglo | Investigación periodística sobre los tupamaros y el fracaso de la vía armada en el siglo XX. Premio Bartolomé Hidalgo en 2003. |
| 2004 | Espías de la basura                  | 9789974950252     | Aguilar      | Reedición revisada y ampliada.                                                                                                 |
| 2009 | La primera orden                     | 9789974683198     | Debate       | Gregorio Álvarez, el militar y el dictador. Una historia de omnipotencia.                                                      |
| 2012 | El pecado original                   | 9789974701250     | Sudamericana | Investigación periodística sobre la izquierda y los acontecimientos que precedieron al Golpe de Estado en Uruguay de 1973.     |
| 2018 | De las armas, las urnas y las letras | 9789974892514     | Debate       | 40 años de periodismo en 23 entrevistas.                                                                                       |
| 2021 | Conspiración                         | 978-9915-664-31-6 | Sudamericana | |